# Michael Rice (wielrenner)
Michael Rice (Canberra, 25 januari 1996) is een Australisch wielrenner die anno 2018 rijdt voor Hagens Berman Axeon.

## Carrière
Als junior werd Rice in 2013 nationaal kampioen op de weg. In 2016 won hij, namens Garneau Québecor, een etappe in de Ronde van Beauce. Eerder dat jaar was hij al zestiende geworden in het eindklassement van de Joe Martin Stage Race.
Omdat zijn ploeg in 2018 een stap hogerop deed, werd Rice dat jaar prof. In april won hij de vierde etappe in de Ronde van de Gila.

## Overwinningen
2013
 Australisch kampioen op de weg, Junioren
2016
3e etappe deel B Ronde van Beauce
2018
4e etappe Ronde van de Gila

## Ploegen
- 2015 –  Search2retain-Health.com.au Cycling Team
- 2016 –  Garneau Québecor
- 2017 –  Axeon Hagens Berman
- 2018 –  Hagens Berman Axeon

Anderson · Barta · Blevins · Brown · Costa · Curran · Dunbar · Garrison · Lawless · Narváez · I. Oliveira · R. Oliveira · Owen · Powless · Rice · Young
Almeida · Anderson · Barta · Bennett · Bjerg · Blevins · Brown · Costa · Davis · Garrison · Mostov · I. Oliveira · R. Oliveira · Philipsen · Revard · Rice · Zijlaard